# 奥托·希茨费尔德

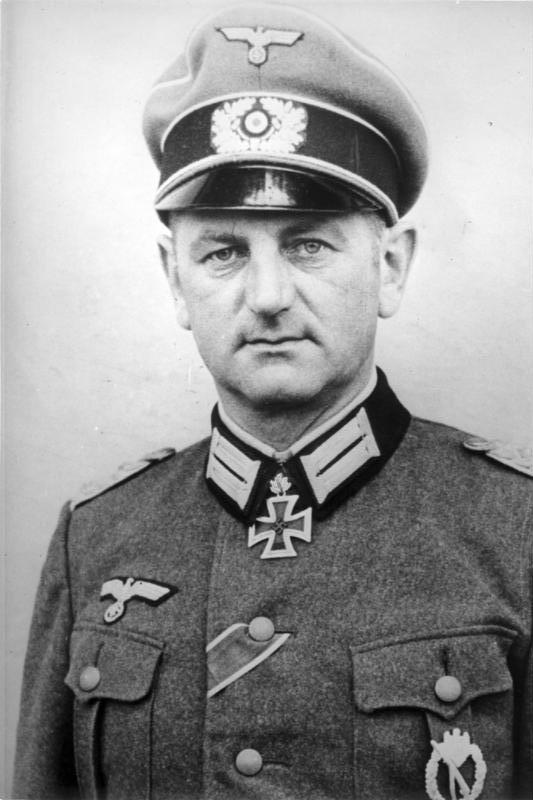
奥托·希茨费尔德

奥托·马克西米利安·希茨费尔德（Otto Maximilian Hitzfeld，1898年5月7日 - 1990年12月6日）是一位纳粹德国国防军将领，曾獲頒騎士鐵十字勳章。1943年4月，希茨费尔德出任第102步兵師师长。後來又出任第67军军长，率部参加了突出部之役。1945年4月，他出任第11集团军司令。4月19日，他被美军俘虏，后于1947年5月12日获释。他的侄子是已退役足球运动员奥特马·希茨费尔德。